# Municipio de Dodge (condado de Dubuque)
El municipio de Dodge (en inglés: Dodge Township) es un municipio ubicado en el condado de Dubuque en el estado estadounidense de Iowa. En el año 2010 tenía una población de 1266 habitantes y una densidad poblacional de 13,35 personas por km².

## Geografía
El municipio de Dodge se encuentra ubicado en las coordenadas 42°25′39″N 91°5′2″O / 42.42750, -91.08389. Según la Oficina del Censo de los Estados Unidos, el municipio tiene una superficie total de 94.82 km², de la cual 94,74 km² corresponden a tierra firme y (0,08 %) 0,08 km² es agua.

## Demografía
Según el censo de 2010, había 1266 personas residiendo en el municipio de Dodge. La densidad de población era de 13,35 hab./km². De los 1266 habitantes, el municipio de Dodge estaba compuesto por el 99,29 % blancos, el 0,16 % eran afroamericanos, el 0,47 % eran de otras razas y el 0,08 % eran de una mezcla de razas. Del total de la población el 0,55 % eran hispanos o latinos de cualquier raza.